# توتو مینیونه
توتو مینیونه (ایتالیایی: Totò Mignone؛ ۸ فوریه ۱۹۰۶ – ۱ ژانویه ۱۹۹۳) بازیگر، رقصنده اهل ایتالیا بود.
از فیلم‌هایی که وی در آن نقش داشته‌است، می‌توان به جینجر و فرد، توتو تارزان و آدم و حوا اشاره کرد.